# Kathedrale von Moulins

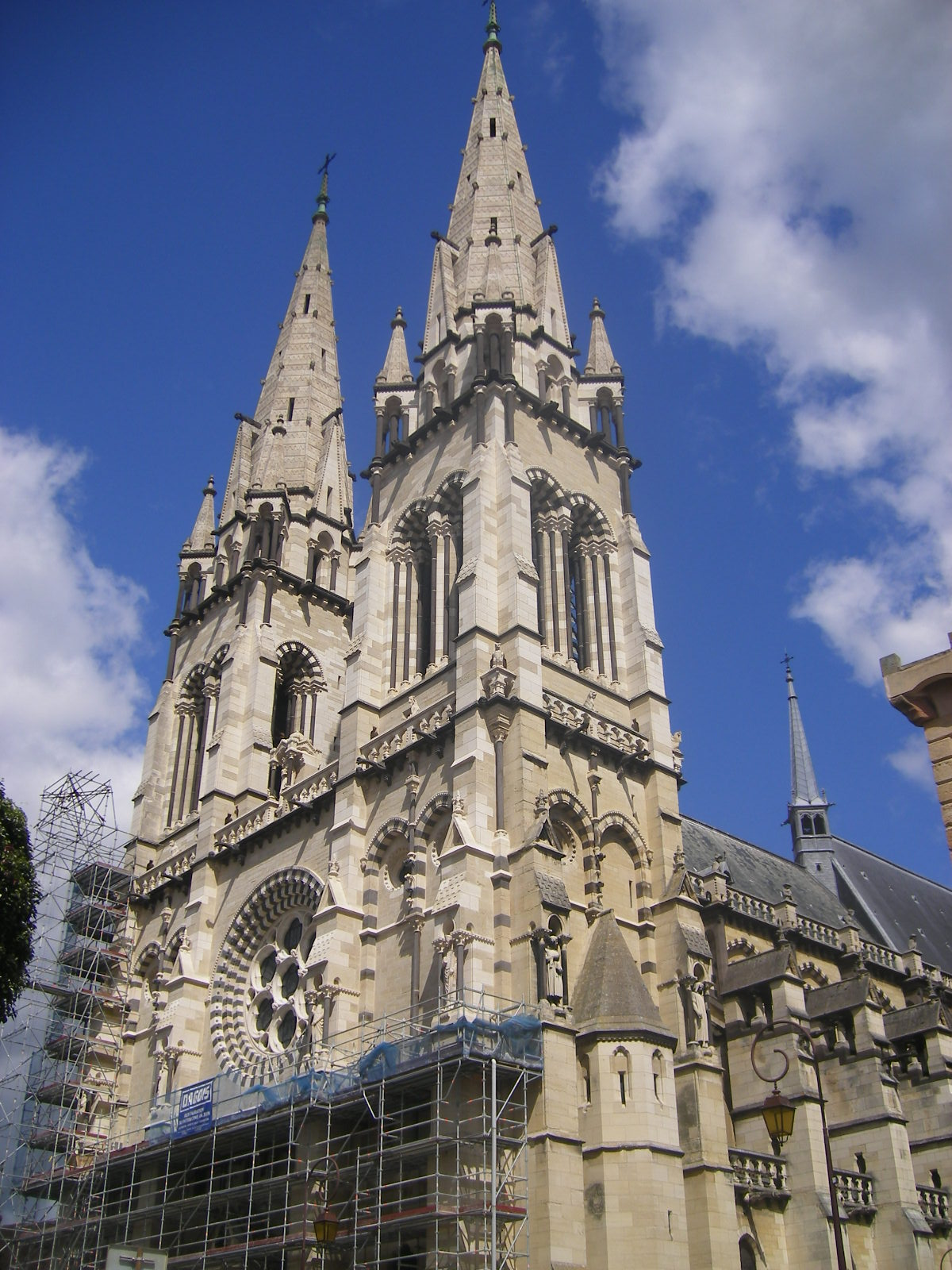
Westtürme der Kathedrale

Die Kathedrale von Moulins (französisch: Notre-Dame de Moulins) steht in der auvergnatischen Stadt Moulins im französischen Département Allier. 1949 erhielt sie von Papst Pius XII. den Titel einer päpstlichen Basilica minor. Die Kathedrale ist seit 1875 als Monument historique klassifiziert.

## Geschichte
Mit ihrer Errichtung wurde Anfang des 15. Jahrhunderts begonnen, nachdem ein romanischer Vorgängerbau die Gläubigen der Residenzstadt nicht mehr fassen konnte. Der für die Spätgotik charakteristische Flamboyant-Stil kennzeichnet besonders den Chor. Seit 1817 ist sie Bischofskirche des Bistums Moulins. Die beiden Westtürme sind in der Neugotik des 19. Jahrhunderts entstanden.

## Ausstattung

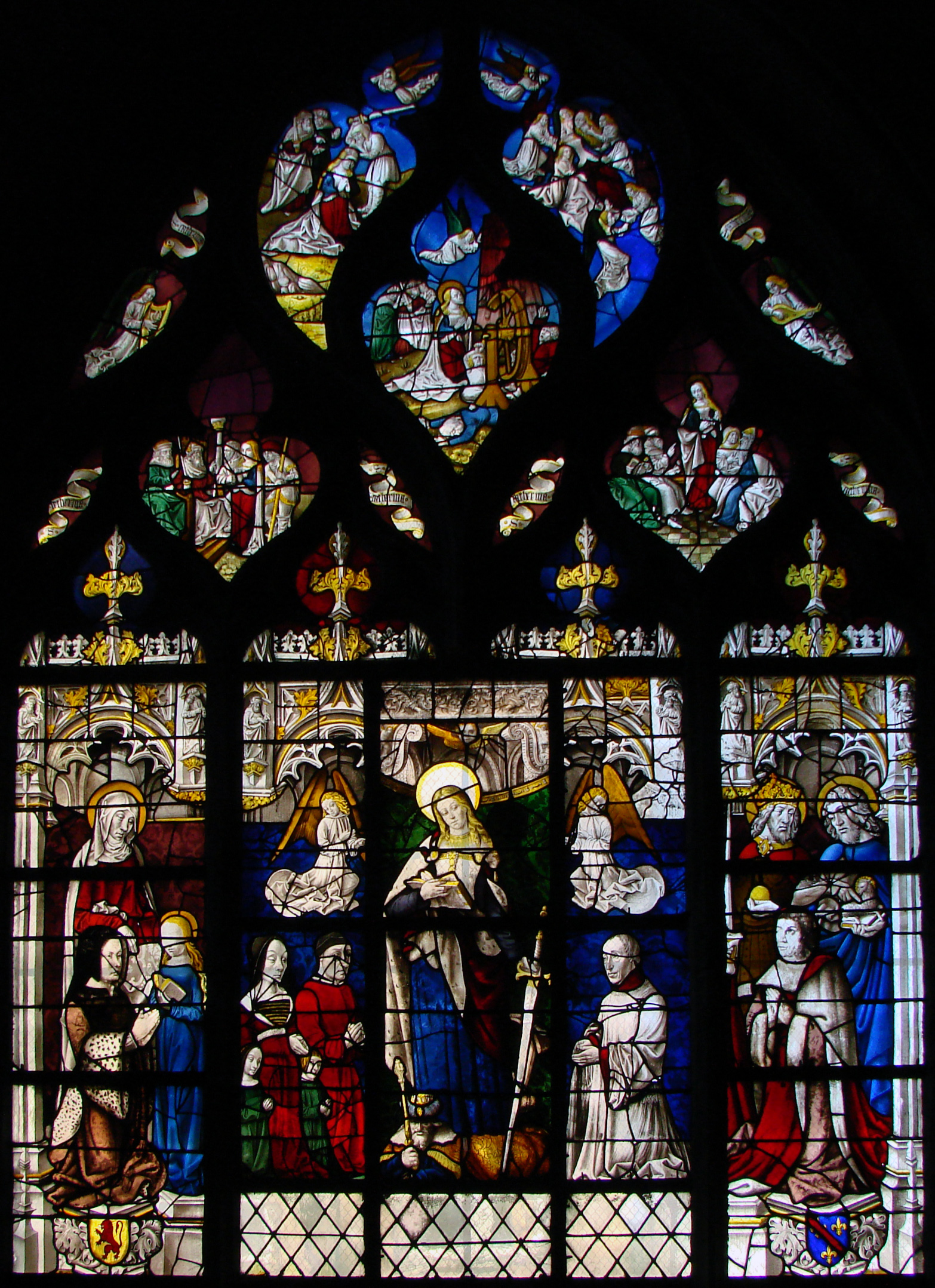
Fenster der heiligen Katharina

Im Inneren der Kathedrale beeindrucken besonders die in leuchtenden Farben gestalteten Bleiglasfenster aus dem 16. Jahrhundert. Auf den Fenstern werden Heilige, aber auch bedeutende Herzöge von Bourbon dargestellt. So findet sich im rechts vom Westportal gelegenen Fenster der heiligen Katharina eine Darstellung des Herzogs Pierre II. und seiner Frau Anne de Beaujeu, die Heilige verehrend. 
Das bedeutendste Kunstwerk der Kathedrale ist jedoch das Altargemälde von circa 1502 des Meisters von Moulins. Sein Triptychon von Moulins zeigt auf der Mitteltafel die Jungfrau Maria vor einem Regenbogen, ebenfalls umgeben von dem Stifter Herzog Pierre II. und Anne de Beaujeu sowie deren Tochter Suzanne, und gilt als ein bedeutendes Beispiel eines Stifterporträts der Spätgotik.

## Orgel

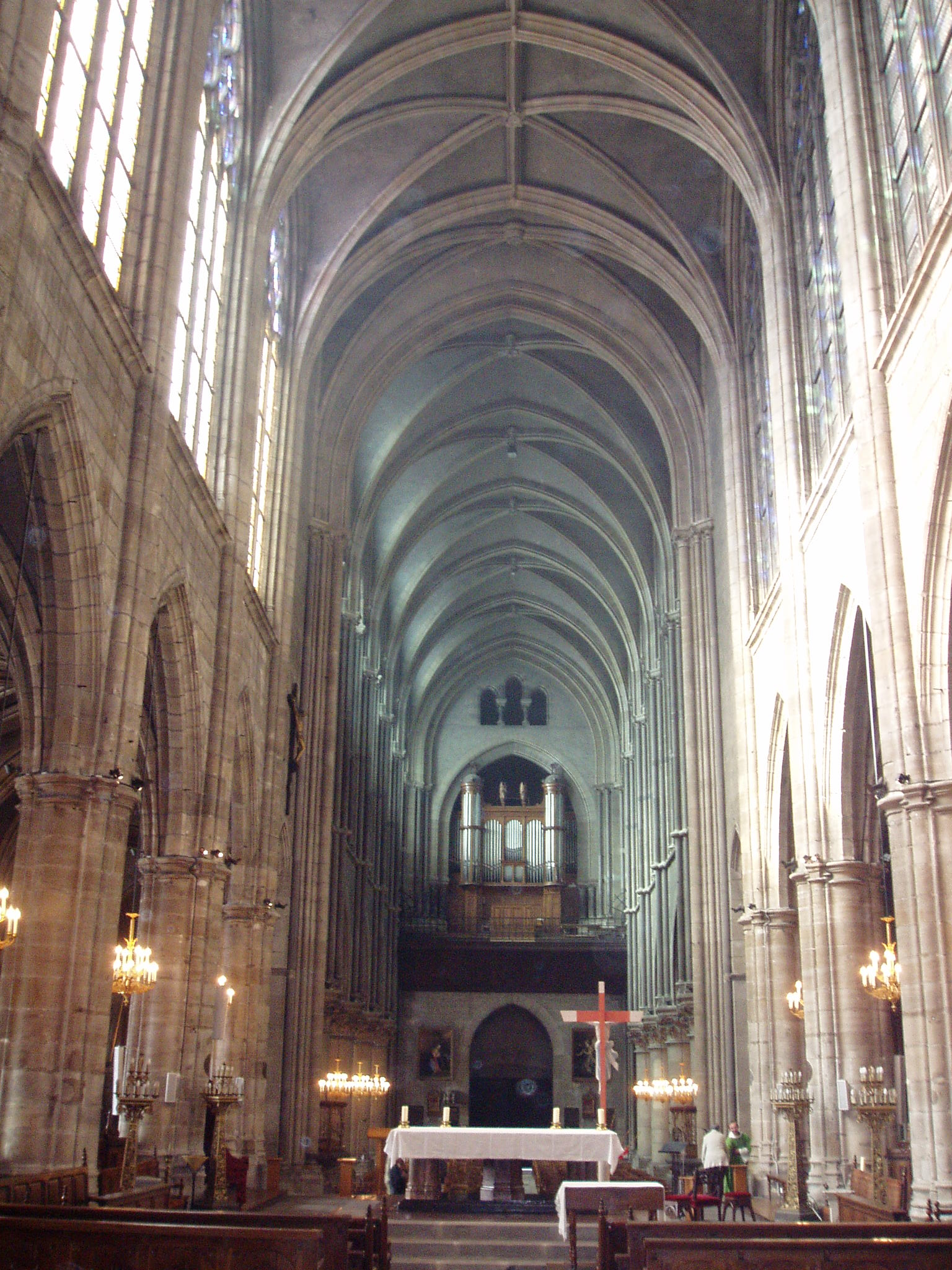
Blick durch das Kirchenschiff auf die Hauptorgel

Die Kathedrale beherbergt zwei Orgeln. Die Hauptorgel wurde 1880 von dem Orgelbauer Joseph Merklin in einem Orgelgehäuse erbaut, das von dem Architekten Eugène Millet entworfen wurde. Das Instrument hat 42 Register auf drei Manualen und Pedal. Die Spiel- und Registertrakturen sind mechanisch. Die Orgel ist weitgehend in ihrem Originalzustand erhalten.
| I Grand Orgue C–g3 |     |
| Principal          | 16′ |
| Bourdon            | 16′ |
| Montre             | 8′  |
| Bourdon            | 8′  |
| Flûte harmonique   | 8′  |
| Viole de gambe     | 8′  |
| Prestant           | 4′  |
| Doublette          | 2′  |
| Fourniture IV      | 3′  |
| Grand Cornet V     | 8′  |
| Bombarde           | 16′ |
| Trompette          | 8′  |
| Clairon            | 4′  |

| II Positif C–g3  |       |
| Principal        | 8′    |
| Bourdon          | 8′    |
| Salicional       | 8′    |
| Flûte harmonique | 4′    |
| Quinte-Flûte     | 2 ⁄3′ |
| Octavin          | 2′    |
| Clochette        | 1′    |
| Trompette        | 8′    |
| Clarinette       | 8′    |

| III Récit expressif C–g3 |    |
| Bourdon                  | 8′ |
| Flûte harmonique         | 8′ |
| Viole de gambe           | 8′ |
| Voix céleste             | 8′ |
| Flûte d’écho             | 4′ |
| Fugara                   | 4′ |
| Flageolet                | 2′ |
| Trompette harmonique     | 8′ |
| Basson-Hautbois          | 8′ |
| Voix humaine             | 8′ |
| Clairon harmonique       | 4′ |
| Tremolo                  |    |

| Pédale C–f1  |     |
| Soubasse     | 32′ |
| Contrebasse  | 16′ |
| Soubasse     | 16′ |
| Octave basse | 8′  |
| Violoncelle  | 8′  |
| Flûte        | 4′  |
| Bombarde     | 16′ |
| Trompette    | 8′  |
| Clairon      | 4′  |